# Louis Cohen
 Louis Cohen bzw. Louis Kerzner (* 1. Januar 1904; † 28. Januar 1939 in New York City) war ein Mobster aus dem Umfeld von Louis Buchalter und bekannt für die Ermordung des Bandenführers Nathan Kaplan. Er ist der Kosher Nostra zuzurechnen.

## Mord an Nathan Kaplan
Cohen wurde als Louis Kertzner geboren und gehörte bald als einfaches Mitglied zur Bande von Jacob „Little Augie“ Orgen. Er galt als Romantiker, der erst ein richtiger Gangster werden wollte, weshalb er von Louis Buchalter, Jacob Shapiro und Jack „Legs“ Diamond angeheuert wurde, einen rivalisierenden Bandenführer zu ermorden.
Es handelte sich um Nathan Kaplan, der nach dem Tod von Johnny Spanish zu Beginn der 1920er Jahre vier Jahre lang im Prinzip das Gewaltmonopol bei Arbeitskämpfen im Bekleidungsviertel von New York innehatte. Mit Buchalter und Co. war nun eine ihm widerstehende Konkurrenz herangewachsen.
Als Anfang 1923, im sogenannten vierten Labor Slugger War, anlässlich des Streiks der Wäscherei-Arbeiter Schießereien zwischen den beiden Gruppen stattfanden, war Shapiro offenbar von Nathan Kaplan angeschossen worden. Zumindest gab Shapiro dies vor der Polizei an und Kaplan war gezwungen, vor Gericht zu erscheinen. 
Als Shapiro am 28. August 1923 seine Zeugenaussage im Gerichtssaal machte, bestritt er nun, dass Kaplan der Schütze gewesen war und nahm seinen Vorwurf zurück. Shapiro hatte sein eigentliches Bestreben bereits erreicht: Man hatte Kaplan in die Öffentlichkeit gedrängt und damit ein leichtes Ziel geschaffen. Als Kaplan schließlich unter polizeilicher Bewachung das Gericht verlassen hatte, wurde er von Louis Cohen erschossen, der unmittelbar darauf widerstandslos verhaftet wurde. 
Für den Mord an Kaplan verurteilte man Cohen zu 20 bis 25 Jahren Haft in Sing Sing. Während seiner Haftzeit erhielt er, wie es ihm von der Buchalter-Shapiro Bande als Belohnung für den Mord versprochen wurde, eine monatliche Abfindung und Gefängnisbesuche durch einen Buchalter-Vertrauten namens Isadore Friedman alias Danny Fields. 1937 wurde Cohen auf Bewährung entlassen.

## Haftentlassung und Tod
Nachdem Cohen 1937 aus der Haft entlassen worden war, setzte er seine kriminellen Aktivitäten fort und wandte sich an seine früheren Kontakte aus dem kriminellen Milieu.
1939 stand Buchalter bereits unter starkem Druck der Strafverfolgungsbehörden und begann damit, potentielle Zeugen durch die Murder, Inc. aus New York City zu vertreiben oder ermorden zu lassen. Zu dieser Zeit wurde auch Isadore Friedman von Buchalter verdächtigt, mit den Behörden zusammenzuarbeiten. Man beauftragte deshalb Philip Cohen, Jacob Midgen und Louis Cohen mit der Ermordung Friedmans. Letzterer kannte die Täter seit vielen Jahren und pflegte ein freundschaftliches Verhältnis zu denselben.
Am 28. Januar 1939 fuhren Cohen und Friedman in einen abgelegenen Hinterhof. Als Cohen den Wagen stoppte, sprang er aus dem Vehikel, zog seine Waffe und feuerte auf das Fahrzeug. Zeitgleich schossen Philip Cohen und Jacob Midgen von der gegenüberliegenden Seite auf den Insassen des Wagens und töteten Friedman. Offenbar wurde bei der Schießerei auch Cohen tödlich verletzt. Ob dies unbeabsichtigt oder gezielt geschah, konnte nicht geklärt werden. Nach Ansicht der Behörden galt des Weiteren Emanuel Weiss als dringend tatverdächtig. Auf Anweisung von Louis Buchalter soll Weiss Jacob Midgen, Philip Cohen und Louis Cohen mit dem Mord beauftragt haben und war des Weiteren von Zeugen am Tag der Tat mit Friedman und Cohen gesehen worden. Während eine Anklage gegen Jacob Midgen mangels ausreichender Beweise nicht erhoben werden konnte, scheiterten die Ermittlungen gegen Emanuel Weiss und Philip Cohen an deren Alibis und dem daraus resultierenden Nachweis, dass sich beide zur Tatzeit nicht am Tatort aufgehalten hatten und als unmittelbare Täter somit nicht in Frage kamen.